# Ángelo Paleso
Ángelo Paleso, vollständiger Name Jorge Ángelo Paleso Carbajal, (* 24. Juli 1983 in Montevideo) ist ein uruguayischer Fußballspieler.

## Karriere
Der 1,73 Meter große Mittelfeldakteur Paleso gehörte in der Clausura 2007 bis einschließlich der Clausura 2011 dem Kader des seinerzeitigen Erstligisten Miramar Misiones an, mit dem er während dieses Zeitraums 2008 in die Zweitklassigkeit abstieg und 2010 in die Primera División zurückkehrte. Mitte 2011 wechselte er nach Belgien zu RCS Visé. Dort bestritt er sechs Partien (kein Tor) in der Zweiten Division und ein Pokalspiel. Anschließend spielte er in Deutschland für den 1. FC Bocholt. Anfang August 2012 kehrte er nach Uruguay zurück und schloss sich Sud América an. Beim Verein aus Montevideo lief er in der Spielzeit 2013/14 in neun Erstligaspielen auf. Ein Tor erzielte er nicht. Zur Apertura 2014 wechselte er erneut zu Miramar Misiones. In der Spielzeit 2014/15 wurde er 16-mal (kein Tor) in der Segunda División eingesetzt. Im September 2015 schloss er sich dem Erstligaabsteiger Rampla Juniors, für den er in der Saison 2015/16 mit einem Tor bei 17 absolvierten Zweitligaspielen zum Aufstieg am Saisonende beitrug. Von 2017 bis 2018 spielte er dann für Central Español. 